# Nachtasyl (1936)
Nachtasyl ist ein französischer romantischer Kriminalfilm aus dem Jahre 1936 von Jean Renoir mit Jean Gabin in der Hauptrolle. Das Drehbuch entstand nach dem gleichnamigen Schauspiel (1902) von Maxim Gorki.

## Handlung
Jean Renoir hat Gorkis im zaristischen Russland des ausgehenden 19. Jahrhunderts spielendes Stück nach Frankreich verlegt. Das Nachtasyl, das ist eine Art Pension für gescheiterte Existenzen aller Arten, Strandgut einer Gesellschaft, die ihre „Verlierer“ ausspeit und in Kellerlöchern versteckt. Michail Kostilew, der seinen Lebensunterhalt gern auch mal als Hehler aufbessert, und seine deutlich jüngere Frau Wassilissa haben diesen gestrandeten Menschen eine kleine, armselige Notunterkunft gegeben. Da sind beispielsweise der Schlosser Andrej Kleschtsch und seine schwerstkranke, noch recht junge Frau Anna, die er halb tot geprügelt hat. Da ist die junge Prostituierte Nastja, die von der wahren Liebe träumt, von der sie in einem Roman namens Verhängnisvolle Liebe gelesen hat. Wegen ihrer romantischen Ader und den kitschigen Liebesgeschichten verhöhnt sie ein gesellschaftlich einst hochstehender Mann, der Baron, selbst ein zutiefst Gefallener. Dieser ist ein Neuzugang und lebte noch vor kurzem in Saus und Braus. Dann aber verarmte er durch „widrige Umstände“ – der hohe Staatsbeamte und notorische Glücksspieler verlor all seinen Reichtum beim Kartenspiel und griff daraufhin auch noch in die Staatskasse, um sich auf diese Weise zu sanieren. Ein letzter Versuch, im Spielcasino alles zurückzugewinnen, scheiterte kläglich. Als Bankrotteur war der Baron auch nicht mehr imstande, das Geld zurückzuzahlen und wurde von seinen Ämtern suspendiert. Als er nächtens mit Selbstmordabsichten vom Casino in sein am folgenden Tag leer zu räumendes Domizil zurückkehrt, traf er einen ungebetenen Gast namens Pepel Wasska. Dieser ist ein gewöhnlicher Dieb und haust in dem titelgebenden Nachtasyl, in dem sich nun ein neuer „Gast“ mit abgewetzten Klamotten, der in jeder Hinsicht gescheiterte Baron, einfindet. Aus der ungewöhnlichen ersten Begegnung zwischen Pepel und dem Baron erwächst so etwas wie Freundschaft: zwei Diebe unter sich, wenngleich auf gesellschaftlich höchst unterschiedlicher Ebene.
Ein weiterer Nachtasylant ist der namenlose Schauspieler, ein Alkoholiker durch und durch, der deshalb so tief gefallen ist, weil ihm der Glaube an sich selbst fehlt. Luka, der Philosoph, der dem Schauspieler geduldig zuhört, rät ihm, eine der neuen Trinkerheilanstalten aufzusuchen und sich dort kurieren zu lassen, um nach einer Heilung ein neues Leben zu beginnen. Luka weiß auch Trost für Anna, als er ihr klarzumachen versucht, dass der Tod sie von ihrem Leid erlösen werde. Pepel Wasska wiederum sieht seinen Weg abwärts von Anbeginn vorbestimmt. Sein Vater hatte sein halbes Leben in Gefängnissen verbracht, und so sei auch er diesem unrühmlichen Beispiel gefolgt und habe die Laufbahn eines Kriminellen eingeschlagen. Arme Leute, so sein Credo, könnten sich weder Ehre noch Gewissen leisten, denn beides würde sie weder wärmen noch ihren Magen füllen. Pepel hatte eine Affäre mit der zänkischen Wassilissa, liebt aber jetzt deren jüngere und sanftmütigere Schwester Natascha. Diese fühlt sich einerseits zu Pepel hingezogen, verachtet ihn andererseits jedoch wegen seines kriminellen Handelns. Pepel, vom Leben im Nachtasyl eh seit geraumer Zeit angewidert, verspricht ihr daraufhin, eine ehrliche Arbeit zu suchen. Unter den Insassen des Asyls ist Pepel der einzige, der über Selbstachtung und Tatkraft verfügt, und über ein Einkommen verfügt – und sei es eines, dass auf Einbruch und Diebstahl basiert. Schließlich führen die einzelnen Handlungsstränge zusammen, der Liebe im Nachtasyl steht zugleich der Tod als Gegenpol gegenüber: Anna wird von ihrem schweren Leid erlöst, und der Schauspieler ist eine derart gescheiterte Existenz, dass der von dem Baron desillusionierte Trunkenbold schließlich freiwillig den Tod wählt und sich aufhängt. Bei einem allgemeinen Gerangel kommt dann auch noch der Pensionsbetreiber Kostilew ums Leben. Der von Pepel als Liebhaberin ausgebooteten Wassilissa gibt dieser Umstand Gelegenheit, sich an dem Dieb zu rächen. Sie behauptet kurzerhand, dass Pepel ihren Gatten ermordet habe. Der wandert daraufhin hinter Gitter, und Wassilissa macht sich mit Kostilews zusammengerafften Vermögen auf und davon. Natascha wartet auf Pepel und holt ihn am Tag seiner Entlassung vor dem Gefängnistor ab. Beide verabschieden sich im Nachtasyl vom Baron und beginnen gemeinsam ein neues Leben in angestrebter Ehrlichkeit.

## Produktionsnotizen
Nachtasyl wurde am 5. Dezember 1936 in Paris uraufgeführt. In Deutschland konnte man den Film erst zehn Jahre nach dem Krieg, 1955, sehen.
Die Bauten entwarf Eugène Lourié, die Dialoge lieferten Charles Spaak und Renoir selbst.
1937 wurde der Film mit dem Prix Louis Delluc ausgezeichnet und damit erster Preisträger der in diesem Jahr gestifteten Auszeichnung.

## Kritiken
„Les bas-fonds ist vor allem ein Film der Schauspieler, die Renoir hier deutlich in den Mittelpunkt stellt. Daneben gibt es aber großartige Sequenzen, in denen diese Schauspieler plötzlich wieder nur Teil eines Milieus sind, das sich nicht um eine Imitation ‚russischer Zustände‘, sondern um eine Entlarvung des Elends bemüht.“

„‚Nachtasyl‘ überraschte Renoirs Bewunderer, die es nicht gewohnt waren, den Regisseur in eine derart elende und deprimierende Geschichte involviert zu sehen.“

Im Lexikon des Internationalen Films heißt es: „Jean Renoirs vollkommen eigenständige und dennoch text- und besonders milieugetreue Adaption von Maxim Gorkijs „Nachtasyl“ (mit einem gegenüber der Vorlage leicht optimistisch angehauchten Schluss) ist ein bedeutsames filmisches Dokument der sozialkritischen Phase des französischen Films unter der III. Republik. Renoirs bedingungslose Solidarität mit den Ausgestoßenen verleiht dem Film einen nahezu „sozialistischen“ Charakter.“

„Durchdrungen vom Aufbruch und Optimismus der Volksfront ist auch LES BAS-FONDS (Nachtasyl, F 1936), eine Übertragung von Gorkis ‚Nachtasyl‘ nach Frankreich. (…) Die glühende Solidarität in der Arbeiterklasse, das optimistische Ende sowie Renoirs bedingungslose Solidarität mit den Armen und Obdachlosen sind Ausdruck ihrer Zeit.“